# 김정균 (지휘자)
김정균(金貞均, 1943년 8월 5일 ~ )은 조선민주주의인민공화국의 지휘자 겸 작곡가이다. 평양에서 태어나 1957년 평양음악대학(현 김원균평양음악대학)에 입학해 피아노를 전공했으며, 대학 관현악단에서는 타악기 주자로도 활동했다.
재학 중 지휘로 전향했고, 졸업 후 평안남도예술단과 만수대예술단을 거쳐 조선국립교향악단 지휘자가 되었다. 조선민주주의인민공화국 창작곡들과 모차르트, 베토벤, 브람스, 차이콥스키, 쇼스타코비치 등의 서양 고전음악, 윤이상의 교향곡 제2번을 비롯한 현대음악 작품들을 지휘했다.
작곡가로서도 활동해 관현악 《나는 알았네》, 《지새지 말아다오 평양의 밤아》와 교향조곡 《선군장정의 길(강수기와 공동창작)》 등의 기악 작품을 남기고 있다. 구 소련과 체코 등에서 조선예술단 지휘자로 활동했으며, 현재 김원균평양음악대학 지휘 교수와 조선국립교향악단 지휘자로 활동하고 있다. 2005년 1월에 공훈예술가 칭호를 수여받았다.